# Alpiq

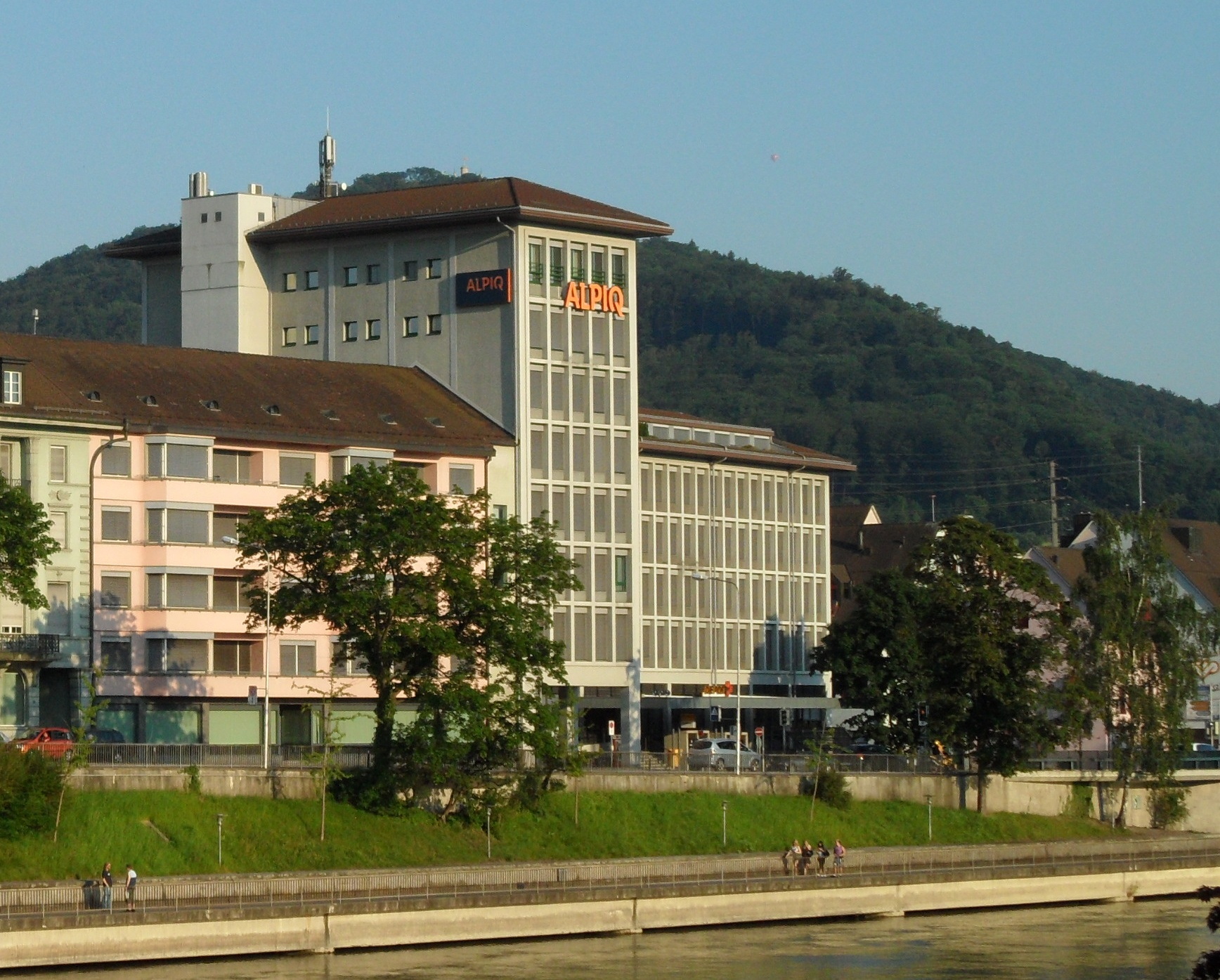
Edificio Alpiq (ex quartier generale Atel) a Olten, 2010.

Alpiq Holding AG è una società operante in ambito energetico a livello internazionale, con sede a Losanna. È nata dalla fusione tra le società Atel Holding AG (Aare-Tessin AG für Elektrizität) e EOS S.A. (Energie Ouest Suisse), divenendo operativa il 1º febbraio 2009.
La società impiega 1221 dipendenti in gran parte dei paesi europei ed è considerata avere rilevanza sistemica.

## Storia
Nata nel febbraio 2009 dalla fusione delle società Energie Ouest Suisse (EOS) e Aare-Tessin AG für Elektrizität (Atel).
Dal 2012 al 2016 il fatturato dell’azienda ha registrato un calo di oltre la metà, con alcune perdite per Alpiq. Causa di tale andamento negativo era il fatto che Alpiq non serviva clienti finali bensì forniva l’energia generata a grossisti, a prezzi realizzabili che al tempo erano inferiori ai costi di produzione. A contrario di altre fonti rinnovabili, l’energia idroelettrica inoltre non percepiva incentivi. A marzo 2016 Alpiq annunciava pertanto l’intenzione di cedere il 49% delle proprie centrali idroelettriche, senza tuttavia trovare acquirenti.
Nel 2016 Alpiq tentava di cedere le centrali nucleari svizzere di sua proprietà alla società EDF, in quanto i costi di produzione delle centrali erano superiori ai prezzi dell’energia di quel periodo.
A Marzo 2018 avveniva l’acquisizione da parte di Bouygues dell’attività di servizi energetici Alpiq per una cifra pari a 800 milioni di franchi svizzeri. I dissensi relativi al conguaglio definitivo del prezzo hanno comportato una procedura arbitrale, conclusasi nel 2020, in base alla quale Alpiq ha versato a Bouygues oltre 50 milioni di franchi svizzeri.
Fino al 2019 Alpiq possedeva inoltre due centrali a carbone nella Repubblica Ceca, cedute a fine agosto 2019 a Seven Energy Group dell’investitore Pavel Tykač in seguito alla scelta di Alpiq di investire maggiormente in energie rinnovabili. La cessione della centrale a carbone ha comportato per l’azienda una riduzione delle emissioni di CO2 del 60%.
Nel corso della conferenza stampa di inizio aprile 2019, l’azienda annunciava la vendita da parte di EDF delle quote Alpiq e la recessione anticipata dall’accordo consortile disdetto in precedenza a far data da settembre 2020. A fine maggio 2019 EOS Holding e Primeo Energie hanno acquisito la metà del pacchetto azionario, finanziato da un prestito obbligazionario convertibile concesso dala fondo di investimento CSA Energie-Infrastruktur Schweiz appartenente a Credit Suisse. Il tutto puntava al delisting di Alpiq dal listino Six Swiss Exchange nonché alla ripartizione del capitale azionario Alpiq. La richiesta veniva accolta dalla Six Exchange Regulation il 26 novembre 2019, che fissava il delisting per il 17 dicembre 2019. L’ultimo giorno di quotazione in borsa il valore delle azioni ammontava a circa 70 franchi svizzeri.

## Azienda
Alpiq Holding SA è una società per azioni secondo il Diritto svizzero con sede a Losanna. Come società che gestisce numerose centrali elettriche, Alpiq opera nell’ambito della produzione di energia e del commercio di prodotti energetici. Le divisioni operative della Alpiq Holding si suddividono in Svizzera, International e Trading. La divisione Svizzera gestisce centrali idroelettriche, nucleari, eoliche, fotovoltaiche e piccole centrali idrauliche nonché lo sviluppo di nuovi progetti di impianti eolici e fotovoltaici in Svizzera. La divisione International comprende le centrali situate in altre nazioni europee e le attività di commercializzazione diretta e della gestione energetica per i clienti al di fuori della Svizerra. La divisione Trading si occupa delle vendite si mercati energetici europei e dell’ottimizzazione delle centrali di proprietà. Guidano Alpiq Holding il Consiglio di amministrazione e l´Executive Board. Il Consiglio di amministrazione è responsabile della direzione strategica del Gruppo Alpiq. Membri del Consiglio di amministrazione a gennaio 2024 sono Johannes Teyssen (Presidente), Conrad Ammann, Tobias Andrist, François Gabella, Jørgen Kildahl, Adèle Thorens Goumaz e Ronald Trächsel. Il Consiglio di amministrazione esercita inoltre la supervisione sull´Executive Board. Sono membri dell´Executive Board Antje Kanngiesser (CEO), Amédée Murisier (Deputy CEO e responsabile della divisione Svizerra), Luca Baroni (CFO), Lukas Gresnigt (Responsabile della divisione International) e Navin Parasram (Responsabile della divisione Trading).

### Sedi
Alpiq opera in diversi paesi europei. Oltre che in Svizzera, la compagnia gestisce centrali elettriche in Italia, Spagna, Francia, Ungheria e Svezia. Le singole centrali nucleari e idroelettriche sono situate in Svizzera, mentre le centrali a fonti rinnovabili si trovano in Svizzera, Svezia, Italia e Francia. Alpiq detiene fino al 100% delle partecipazioni in centrali a ciclo combinato a gas situate in Italia, Spagna e Ungheria Altre filiali sono presenti in Repubblica Ceca, Germania e nei paesi nordici.

### Numeri dell’impresa
Il fatturato Alpiq per l’esercizio 2023 ammontava a 8,4 miliardi di franchi svizzeri con in media 1221 dipendenti. La tabella qui di seguito riporta i numeri Alpiq secondo gli standard IFRS relativi agli anni 2012–2023:
| Anno | Fatturato (in milioni di franchi svizzeri) | Utili/Perdite (in milioni di franchi svizzeri) | Dipendenti |
| 2012 | 12.723                                     | −1094                                          | 10.039     |
| 2013 | 9370                                       | 18                                             | 7807       |
| 2014 | 8058                                       | −902                                           | 8017       |
| 2015 | 6715                                       | −830                                           | 8360       |
| 2016 | 6078                                       | 294                                            | 8557       |
| 2016 | 4412                                       | 260                                            | 1429       |
| 2017 | 5525                                       | 4                                              | 1504       |
| 2018 | 5186                                       | −63                                            | 1548       |
| 2019 | 4099                                       | −268                                           | 1226       |
| 2020 | 3905                                       | 110                                            | 1258       |
| 2021 | 7177                                       | −271                                           | 1266       |
| 2022 | 14.861                                     | 111                                            | 1180       |
| 2023 | 8396                                       | 304                                            | 1221       |

### Azionariato
Il capitale azionario Alpiq Holding AG ammonta a oltre 331.103,64 franchi svizzeri, ripartiti su 33.110.364 azioni nominative dal valore nominale di 0,01 franchi svizzeri ciascuna. I tre gruppi azionisti EOS Holding SA, Schweizer Kraftwerksbeteiligungs-AG e il Consorzio di azionisti minoritari svizzeri detengono rispettivamente un terzo delle azioni Alpiq.
Quote aggiornate al 31 dicembre 2023:
- 33,33% EOS Holding SA
- 33,33% Schweizer Kraftwerksbeteiligungs-AG
- 19,91% EBM (Genossenschaft Elektra Birseck)
- 6,44% EBL (Coperativa Elektra Baselland)
- 2,12% Eniwa Holding AG
- 1,79% Aziende Industriali di Lugano (AIL) SA
- 1,12% IBB Holding AG
- 1,00% Regio Energie Solothurn
- 0,96% WWZ AG[1]

## Attività
Alpiq Holding AG è una compagnia indipendente di produzione e commercializzazione di energia elettrica e relativi servizi. Tra i clienti dell’azienda rientrano imprese di medie dimensioni, grandi ditte e pubbliche istituzioni. A livello europeo, Alpiq è presente in tutte le principali Borse e piattaforme di trading energetico.
Alpiq ricava energia da fonti idriche, dall’energia nucleare, dal gas naturale e da nuove fonti rinnovabili quali piccole centrali idrauliche, impianti eolici e fotovoltaici. Alpiq produce 16.840 Gigawattora (GWh), che si compongono come segue:
- 3121 GWh da centrali termiche tradizionali (19%),
- 6644 GWh da energia idroelettrica (39%)
- 481 GWh da piccole centrali idrauliche, energia eolica e fotovoltaica (3%)
- 6595 GWh da energia nucleare (39%)[1]

### Centrali nucleari
L’azienda detiene partecipazioni in due centrali nucleari. Alpiq detiene una partecipazione al 40% nella centrale nucleare di Gösgen in Svizzera (potenza 1060 MW), che al contempo dirige. La partecipazione nella centrale nucleare di Leibstadt (potenza 1165 MW) è pari al 27,4%. Nel 2016 Alpiq ha tentato di cedere le centrali nucleari svizzere di sua proprietà, in quanto i costi di produzione delle centrali erano superiori ai prezzi dell’energia del periodo.

### Centrali idroelettriche
Alpiq gestisce e detiene partecipazioni in centrali di stoccaggio e ad acqua fluente svizzere, inoltre piccole centrali idrauliche in Svizzera, Francia e Italia. L’acqua stoccata nei laghi artificiali consente di produrre energia di picco in tempi di forte domanda. Il fabbisogno energetico di base quotidiano è coperto dalle centrali ad acqua fluente: grazie alla potenza di ingenti quantità d’acqua e con un minimo dislivello, le centrali ad acqua fluente generano energia in banda.
Le principali centrali di stoccaggio svizzere sono gli impianti Grande Dixence con oltre 2000 Megawatt di potenza e Nant de Drance, con una potenza di 900 Megawatt. La centrale Nant de Drance è una delle più potenti centrali idroelettriche di pompaggio in Svizzera. Alpiq detiene partecipazioni in entrambi gli impianti, ossia rispettivamente il 60% della centrale Grande Dixence e il 39% nella centrale Nant de Drance.
Alpiq possiede e gestisce diverse centrali ad acqua fluente sul fiume Aar nei cantoni Soletta, Berna, Argovia e Vallese. La centrale ad acqua fluente nei pressi di Flumenthal ha una potenza pari a 27 Megawatt e produce 146 milioni di kilowattora ogni anno. La centrale ad acqua fluente di Gösgen nei pressi di Niedergösgen è una delle maggiori centrali ad acqua fluente in riva al fiume Aar, con una produzione annua di ben 300 milioni di kilowattora e una potenza pari a 51,3 Megawatt. Il 23 settembre 2020 la centrale ha ottenuto una nuova concessione retroattiva, a far data dal 1º gennaio 2020, della durata di 70 anni. La centrale ad acqua fluente di Ruppoldingen genera ogni anno 115 milioni di kilowattora con una potenza pari a 23 Megawatt ed è certificata con il marchio svizzero di elettricità verde svizzero naturemade star.
Alpiq Holding gestisce le seguenti centrali di stoccaggio:
| Impianto                                                                | Sede                                       | Potenza in MW | Produzione annua in GWh | Partecipazione |
| Centrali Blenio                                                         | Locarno TI, Svizzera                       | 400           | 835                     | 17%            |
| Centrale di stoccaggio Cleuson-Dixence (con impianto di Grande Dixence) | Bieudron, Riddes VS, Svizzera,             | 2069          | 2000                    | 72,7%          |
| Centrale di stoccaggio Emosson                                          | Martigny VS, Svizzera                      | 420           | 850                     | 50%            |
| Centrale di stoccaggio Gougra                                           | Anniviers VS, Svizzera                     | 168           | 643                     | 54%            |
| Centrali dell’Engadina                                                  | Zernez GR, Svizzera                        | 410           | 1418                    | 22%            |
| Grande Dixence (con impianto di Cleuson-Dixence)                        | Bieudron, Riddes VS, Svizzera,             | 2069          | 2000                    | 60%            |
| Centrali Hinterrhein                                                    | Sils, Thusis, Bärenburg, Ferrara, Svizzera | 744           | 1368                    | 9,3%           |
| Forces Motrices Hongrin-Léman S.A. (FMHL)                               | Veytaux VS, Svizzera                       | 480           | 1000                    | 39,3%          |
| Centrali Maggia                                                         | Locarno TI, Svizzera                       | 626           | 1265                    | 12,5%          |
| Centrale Electra-Massa                                                  | Bitsch VS, Svizzera                        | 340           | 564                     | 34,5%          |
| Nant de Drance                                                          | Finhaut VS, Svizzera                       | 900           |                         | 39%            |
| Salanfe S.A.                                                            | Vernayaz VS, Svizzera                      | 70            | 110                     | 100%           |
| Centrali di stoccaggio Simplon                                          | Gondo, Gabi, Tannuwald, Svizzera           | 80            | 258                     | 81,97%         |
| Centrali di stoccaggio Zervreila                                        | Safien, Rothenbrunnen, Realta, Svizzera    | 266           | 550                     | 21,6%          |

Oltre alle centrali di accumulo, Alpiq gestisce le seguenti centrali ad acqua fluente:
| Impianto                    | Sede                     | Potenza in MW | Produzione annua in GWh | Partecipazione |
| Centrale di Ruppoldingen    | Boningen, Svizzera       | 23            | 115                     | 100%           |
| Centrale Flumenthal         | Riedholz, Svizzera       | 27            | 146                     | 62,1%          |
| Centrale Gösgen             | Niedergösgen, Svizzera   | 51,3          | 300                     | 100%           |
| Centrale Ryburg-Schwörstadt | Rheinfelden, Svizzera    | 120           | 705                     | 13,5%          |
| Centrale Martigny-Bourg     | Martigny-Bourg, Svizzera | 22            | 89                      | 18%            |

### Centrali combinate a gas e centrali a turbogas
Alpiq detiene partecipazioni in centrali combinate a gas situate in Italia, Spagna e Ungheria.
| Impianto       | Sede                                     | Potenza in MW | Produzione annua in GWh | Partecipazione |
| Csepel         | Csepel, Ungheria                         | 403           | 500                     | 100%           |
| Novel          | Novara, Italia                           | 100           | 602                     | 51%            |
| Plana del Vent | Vandellos, Spagna                        | 846           | 662                     | 50%            |
| San Severo     | San Severo (Provincia di Foggia), Italia | 403           | 1421                    | 100%           |
| Vercelli       | Vercelli, Italia                         | 40            |                         | 100%           |

### Energie da fonti rinnovabili
Oltre alle centrali idroelettriche, Alpiq produce energia eolica, solare ed energia da piccole centrali idrauliche. Per l’ottimizzazione degli impianti preesistenti, la progettazione, costruzione, gestione e manutenzione di nuovi impianti Alpiq collabora con studi di progettazione a aziende delle rispettive aree. La tabella sotto riportata fornisce una panoramica delle piccole centrali idrauliche di proprietà o partecipate Alpiq:
| Impianto                 | Sede                          | Potenza in MW | Produzione annua in GWh | Partecipazione |
| Alagna Valsesia          | Alagna Valsesia, Italia       | 4,6           | 9                       | 90%            |
| Bätterkinden             | Bätterkinden, Svizzera        | 0,37          | 2,47                    | 65%            |
| Brüggmühle e Sittermühle | Bischofszell, Svizzera        | 0,283         | 1,22                    | 100%           |
| Buchholz                 | Gossau SG, Svizzera           | 0,14          | 0,53                    | 23%            |
| Cotlan                   | Rüti, Svizzera                | 2,6           | 12,5                    | 60%            |
| Büttenen 1&2             | Grellingen, Svizzera          | 0,895         | 5,43                    | 100%           |
| Eisenhammer              | Flawil, Svizzera              | 0,24          | 0,84                    | 100%           |
| Freienstein              | Freienstein, Svizzera         | 0,61          | 2,27                    | 18%            |
| Grüneta                  | Müllheim, Svizzera            | 0,198         | 1,41                    | 100%           |
| Hagerhüsli               | Bätterkinden, Svizzera        | 0,5           | 2,85                    | 65%            |
| Hämmerli                 | Lenzburg, Svizzera            | 0,1           | 0,5                     | 23%            |
| Hüscherabach             | Hüscherabach, Svizzera        | 1,9           | 6,1                     | 60%            |
| Lavinuoz                 | Lavin, Svizzera               | 2,9           | 10,8                    | 25%            |
| Le Bayet                 | Saint-Paul-sur-Isère, Francia | 2,5           | 6,2                     | 100%           |
| Model                    | Weinfelden, Svizzera          | 0,418         | 2,51                    | 49%            |
| Moos                     | Grellingen, Svizzera          | 0,88          | 5,74                    | 100%           |
| Mühle Matzingen          | Matzingen, Svizzera           | 0,105         | 0,64                    | 100%           |
| Mühle Meyerhans          | Weinfelden, Svizzera          | 0,42          | 2,45                    | 49%            |
| Murkart                  | Frauenfeld, Svizzera          | 0,325         | 1,48                    | 100%           |
| Nenzlingen               | Nenzlingen, Svizzera          | 0,34          | 1,43                    | 100%           |
| Peist                    | Arosa, Svizzera               | 0,295         | 1,2                     | 51%            |
| Riein                    | Riein, Svizzera               | 0,015         | 0,07                    | 100%           |
| Riva Valdobbia           | Riva Valdobbia, Italia        | 1,0           | 8,5                     | 90%            |
| Seon                     | Seon, Svizzera                | 0,072         | 0,41                    | 75%            |
| Striempel                | Langnau am Albis, Svizzera    | 0,014         | 0,046                   | 100%           |
| Tambobach                | Splügen, Svizzera             | 1,835         | 7,85                    | 70%            |
| Tomils                   | Tomils, Svizzera              | 0,038         | 0,129                   | 100%           |
| Trans                    | Trans, Svizzera               | 0,022         | 0,09                    | 100%           |
| Walzmühle                | Frauenfeld, Svizzera          | 0,062         | 0,37                    | 100%           |
| Widen                    | Weinfelden, Svizzera          | 0,77          | 4,4                     | 49%            |

#### Centrali fotovoltaiche
Alpiq gestisce diverse centrali fotovoltaiche in Svizzera, Francia e Italia. Nel 2022 Alpiq ha avviato, in collaborazione con il comune di Gondo-Zwischbergen e con la società Energie Electrique du Simplon, il progetto Gondosolar per l’installazione di pannelli fotovoltaici sul poggio di Alpjerung, nei pressi del comune di Gondo. Alpiq partecipa inoltre ad altri progetti di installazione di impianti fotovoltaici in alta montagna, tra cui i progetti Prafleuri und Grimentz Solaire.
| Impianto                              | Sede                                                                 | Potenza in MW | Produzione annua in GWh | Partecipazione |
| Impianto fotovoltaico di Kestenholz   | Kestenholz, Svizzera                                                 | 1,183         | 1,13                    | 100%           |
| Impianto fotovoltaico di La Chaux     | La Chaux, Svizzera                                                   | 0,564         | 0,6                     | 100%           |
| Impianto fotovoltaico di Ponthaux     | Ponthaux, Svizzera                                                   | 0,511         | 0,5                     | 100%           |
| Impianto fotovoltaico di Ruppoldingen | Boningen, Svizzera                                                   | 0,111         | 0,1                     | 100%           |
| Società Agricola Solar Farm 2         | Cammarata, San Michele di Ganzaria, Campofranco e Monte Mele, Italia | 5,190         | 7                       | 100%           |
| Società Agricola Solar Farm 4         | Naro, Italia                                                         | 8,408         | 13,5                    | 100%           |

#### Centrali eoliche
Alpiq gestisce centrali eoliche in Italia, Francia, Svezia e Svizzera. In Svizzera, a gennaio 2011 Alpiq ha messo in servizio il primo impianto eolico. Alpiq partecipa inoltre allo sviluppo di nuove centrali eoliche in Svezia. A dicembre 2020 Alpiq e l’azienda svizzera Future Generation Renewable Energy (Fu-Gen) hanno stipulato un accordo di coproprietà della centrale eolica di Tormoseröd, nel Sud della Svezia, progettata da Alpiq. Fino al 2023 Alpiq possedeva inoltre un parco eolico in Bulgaria, ceduto poi al Gruppo Renalfa insieme al ramo di attività Alpiq Wind Services.
| Impianto                       | Sede                                                | Potenza in MW | Produzione annua in GWh | Partecipazione |
| Parco eolico Rocca Rossa       | Caltanissetta, Palermo e Agrigento, Italia          | 84            | 127                     | 100%           |
| Parco eolico Cers              | Béziers, Francia                                    | 11,5          | 36                      | 15%            |
| Parco eolico Cattolica Eraclea | Caltanissetta, Palermo e Agrigento, Italia          | 40            | 56                      | 100%           |
| Parco eolico Roussas-Gravières | Roussas, Francia                                    | 10,5          | 21                      | 100%           |
| Parco eolico Le Peuchapatte    | Lavin, Svizzera                                     | 6,9           | 13,5                    | 100%           |
| Parco eolico Ennese            | Ramacca, Raddusa, Castel di Iudica e Assoro, Italia | 70,5          | 111                     | 100%           |
| Parco eolico Monte Mele        | Realmonte e Agrigento, Italia                       | 9             | 12                      | 100%           |

## Ambiente
Nel 2018 Alpiq ha prodotto in media 298 grammi di CO2 equivalenti e 19 millimetri cubi dirifiuti radioattivi per kilowattora. Tra i quattro maggiori gruppi svizzeri operanti in ambito energetico, ovvero Axpo, BKW e Repower, Alpiq ha ottenuto il peggior punteggio di impatto ambientale con una media di 347 punti. Grazie alla cessione delle ultime due centrali a carbone in Repubblica Ceca, nello stesso Alpiq ha ridotto le emissioni di CO2 del 60%.
La costruzione della centrale di pompaggio Nant de Drance ha comportato un investimento in misure di compensazione pari a 22 milioni di franchi svizzeri, in stretta collaborazione con le organizzazioni WWF e Pro Natura. Tra tali misure rientrano il ripristino di biotopi umidi volti al ripopolamento di specie animali e vegetali rare.
Alpiq ha inoltre un contratto di joint venture con la ditta Hydrospider, che presso la centrale idroelettrica di Gösgen utilizza un impianto di elettrolisi per la produzione di idrogeno verde.
Alpiq si occupa attivamente di tutela ambientale anche nelle centrali di sua proprietà. Nei fiumi a valle delle centrali mancano di frequente depositi alluvionali, che fungono da habitat per numerose specie acquatiche. Al fine di contrastare tale deficit nel fiume Aar a valle della centrale idroelettrica di Ruppoldingen e di tutelare l’habitat, nel 2021 Alpiq ha riversato nel fiume un totale di 6000 metri cubi di ghiaia. La centrale idroelettrica è inoltre certificata naturemade star, massimo riconoscimento nell’ambito dell’energia verde in Svizzera. Per ogni singolo kilowattora con certificato d’origine venduto, Alpiq effettua versamenti nel proprio Fondo ecologico a sostegno di misure ecologiche di valorizzazione e miglioramento. L’investimento in tali misure, tra cui la rivitalizzazione del corso d’acqua Witibach a Grenchen e la valorizzazione ecologica del fiume Aar, ammonta finora a oltre cinque milioni di franchi svizzeri.